# Paweł Marchewka
Paweł Marchewka (ur. 18 kwietnia 1973 w Ostrowie Wielkopolskim) – polski przedsiębiorca, projektant gier komputerowych, założyciel i CEO Techlandu. 

## Życiorys
Paweł Marchewka urodził się w Ostrowie Wielkopolskim i od młodości przejawiał zainteresowanie grami komputerowymi. Ukończył ekonomie na Uniwersytecie Wrocławskim i zdobył tytuł MBA we wrocławskiej Wyższej Szkole Bankowej. Mieszka i pracuje we Wrocławiu.

## Kariera
W 1991 Marchewka założył Techland, który na początku swojej działalności zajmował się tłumaczeniem gier komputerowych na język polski. W 1993 firma zaczęła wydawać słowniki, translatory i pierwsze gry. Firma Marchewki wydała takie gry jak Xpand Rally (2004), Call of Juarez (2006), Dead Island (2011) i Dying Light (2015).
W 2022 Marchewka został sklasyfikowany przez magazyn Forbes na 9. miejscu w rankingu najbogatszych Polaków. Rok później sklasyfikowany na 5. lokacie listy najbogatszych Polaków tygodnika "Wprost" z majątkiem 8,6 mld złotych.